# Карен Соуза
Карен Соуза (ісп. Karen Souza, 10 січня 1984 року, Аргентина) — аргентинська співачка.

## Дискографія
- Essentials (2011)
- Hotel Souza (2012)
- Essentials II (2014)
- Velvet Vault (2018)
- Language of Love (2020)